# Remigio Crescini-Malaspina
Remigio Crescini-Malaspina, nascido Giuseppe (Piacenza, 5 de maio de 1757 - Montefiascone, 20 de julho de 1830), foi um cardeal e bispo católico italiano.

## Biografia
Giuseppe Crescini-Malaspina nasceu em 5 de maio de 1757 em Piacenza, diocese do mesmo nome, na parte norte do Ducado de Parma e Placência, (hoje na República Italiana); ele era filho dos nobres Pietro Paolo Melchiorre Crescini-Malaspina (Parma, 25 de janeiro de 1721 - post 1786) e Giovanna Bacciocchi. Ele tinha pelo menos dois irmãos: o mais velho Dionigi Pietro (Piacenza, c. 1750 - Parma, 5 de novembro de 1845) e Cesare.

### Origens familiares
A família Crescini, originária de Parma, deve sua fortuna ao antepassado Signorino Crescini, que desfrutou do título de Magnifico desde 1577 e foi podestà de Podenzano desde 1593: em virtude dos serviços particulares prestados ao Marquês Malaspina, senhores de Mulazzo, casam-se Anna Maria Malaspina e em 1594 obteve o privilégio de poder juntar as armas Malaspina ao seu brasão  bem como o de ser agregado, com todos os seus descendentes, à mesma família com direito a acrescentar o seu apelido para o seu próprio.
Mais tarde, a família Crescini ocupou cargos importantes na administração do Ducado de Parma e Piacenza. Seu avô Leopoldo Giuseppe Crescini-Malaspina (Parma ou Pontremoli, antes de 1706 - Parma, pós 1753), que se casou com Faustina Aicardi, foi comissário de Compiano (1733), prefeito de Borgo San Donnino (11 de abril de 1734), comissário de Val Nure ( 1740 - 1749), auditor civil de Piacenza (1 de maio de 1744) e membro do Conselho de Justiça de Parma (25 de outubro de 1746).. Seu pai foi prefeito de Fiorenzuola d'Arda (5 de maio de 1753), comissário de Castell'Arquato (17 de julho de 1756), advogado fiscal (22 de janeiro de 1757) e depois auditor geral de Piacenza (9 de janeiro de 1758), governador de Guastalla (26 setembro de 1765) e conselheiro do Supremo Magistrado e Ditado (26 de fevereiro de 1772)  O seu irmão mais velho foi o tributarista do magistrado, director-geral (1787), governador de Parma (1791) e depois de Piacenza (1795), presidente das Finanças (1 de Agosto de 1800), conselheiro do Supremo Tribunal, membro do Governo Provisório ( 1814) e conselheiro de estado (1818) 

### Formação e ministério
Depois de receber a educação primária, em 1770 decidiu entrar no mosteiro beneditino na abadia de San Giovanni Evangelista em Parma, abraçando a vida religiosa aos treze anos e tomando o nome religioso de Remigio; em 23 de novembro de 1774 fez a profissão solene aos dezessete anos. Durante uma década completou seus estudos em literatura e filosofia, finalmente os de teologia, sob a direção do bibliotecário da abadia Dom Barnaba (na religião Gregório) Chiaramonti, futuro Papa Pio VII.
Em 1796 mudou-se para Roma, capital do Estado Pontifício, onde foi professor de direito eclesiástico no Colégio Beneditino de Sant'Anselmo (agora Pontifício Ateneu Santo Anselmo). No ano seguinte, 1797, foi chamado de volta a Parma para se tornar professor público no lugar do padre Gaudenzio Capretta, nomeado professor de direito canônico na Universidade da mesma cidade, obtendo também a cátedra de direito canônico e depois o cargo de vice-presidente. reitor da Universidade de Parma. Ele então realizou uma importante missão diplomática com resultados positivos em nome de Fernando I de Bourbon, Duque de Parma, Piacenza e Guastalla, que em 1799 o enviou à corte imperial de Francisco II de Habsburgo-Lorena em Viena.
Em 1809 o Papa Pio VII, seu antigo mestre, deu-lhe os direitos e privilégios de abade do "governo" de San Giovanni Evangelista em Parma, onde havia sido aluno, mas já em 1810 o mosteiro de sua ordem foi suprimido pelo novo governo anticlerical do Departamento de Taro, nascido com a anexação ao Primeiro Império Francês do Ducado de Parma, Piacenza e Guastalla. Após a queda de Napoleão, o Congresso de Viena restaurou o ducado confiando-o a Maria Luísa de Habsburgo-Lorena, que em 1816 restabeleceu a abadia e reabriu o Colégio dos Nobres da mesma cidade, confiando seus cuidados aos beneditinos da Mosteiro. Retoma assim o cargo de abade e a 19 de Outubro do mesmo ano torna-se simultaneamente reitor do Colégio, que sob a sua direção voltou, sem os ultrapassar, aos antigos esplendores que tinha no início do século XVII com os jesuítas; deixou esses cargos em 2 de dezembro de 1828, concomitantemente à sua promoção ao episcopado
Presidente da Congregação Cassinesa, em 19 de março de 1823 o Papa Pio VII o nomeou cardeal, reservando seu nome in pectore; no entanto, o pontífice morreu em 20 de agosto do mesmo ano após uma queda, cancelando efetivamente a nomeação.

### Ministério Episcopal
Em 23 de junho de 1828, o Papa Leão XII o nomeou, 71, bispo de Parma; ele sucedeu ao cardeal Carlo Francesco Maria Caselli, O.S.M., que morreu oitenta e sete anos no dia 20 de abril anterior, após vinte e quatro anos de episcopado. Sua nomeação foi fortemente encorajada pela duquesa Maria Luisa. Recebeu a consagração episcopal em 6 de julho de 1828, em Roma, por imposição das mãos do Cardeal Giuseppe Spina, prefeito do Supremo Tribunal da Assinatura Apostólica, assistido pelos monsenhores co-consagrantes Federico Guarini, O.S.B., bispo de Venosa, e Peter Augustine Baines, O.S.B. , bispo titular de Sigo e vigário apostólico do Distrito Ocidental.
Em 6 de julho, estando ainda na capital do Estado Pontifício, dirigiu uma carta pastoral em latim ao clero e povo de Parma, tomando posse da sede por procuração, na presença do órgão municipal, em 26 de julho. Ele chegou à cidade em 6 de agosto, recebido por uma delegação de cônegos de parmesão na abadia de San Giovanni Evangelista, onde estava hospedado. Um de seus primeiros atos foi a designação do vigário geral na pessoa de Don Vitale Loschi, seu futuro sucessor. Ele tomou posse da diocese durante uma cerimônia realizada na catedral de Santa Maria Assunta no dia 8 de setembro seguinte. Em 18 de setembro, ele também tomou posse da basílica de Santa Maria della Steccata como grão-prior da Ordem Constantiniana de San Giorgio, honra reservada ao bispo de Parma com base no acordo comum entre o pontífice e o grão-mestre de da mesma ordem, a duquesa Maria Luísa.
Em 13 de maio de 1829 publicou em latim a epístola pastoralis relativa à visita pastoral (atualmente conservada na Biblioteca Palatina de Parma), anunciando que, em virtude dos decretos e constituições apostólicas, visitaria todas as igrejas sob sua jurisdição, o Capítulo da Catedral de Parma, a Colegiada da Beata Vergine Annunciata, o Consórcio, os párocos, os fiéis e todos os lugares da diocese. Poucos dias depois, em 24 de maio, a visita foi aberta durante uma celebração na catedral.

### Cardeal
No momento em que realizava sua visita pastoral, recebeu uma carta informando-o de sua promoção a cardeal, notícia que foi celebrada pelo clero e fiéis da diocese em 30 de junho no capítulo da catedral. O Papa Pio VIII o criou e o publicou como cardeal no consistório de 27 de julho de 1829, o primeiro de seu pontificado; setenta e dois, ele foi o décimo bispo de Parma a receber a púrpura do cardeal. O pontífice encomendou a Monsenhor Giulio Della Porta, a câmara secreta de Sua Santidade, que partiu de Roma para Parma em 1º de agosto do mesmo ano, entregar-lhe o chapéu do cardeal. Em 15 de agosto, festa da Assunção de Maria, Dom Della Porta lhe deu o chapéu na catedral de Parma, que lhe foi imposto na mesma cerimônia por Luigi Sanvitale, bispo de Borgo San Donnino.
Terminada a visita pastoral, embora extremamente cansado, partiu para a Cidade Eterna, chegando lá na noite de 27 de maio de 1830  com o objetivo de preencher alguns papéis e encontrar o papa. Na manhã de 5 de julho foi recebido durante o consistório público ordinário, realizado no Palácio Apostólico do Quirinale: dirigiu-se à capela adjacente à Sala Consistorial para prestar o juramento de fidelidade, na presença dos Cardeais Pacca, Galleffi, Falzacappa, Vidoni e Cristaldi, assim como Monsenhor Paolo Polidori, secretário do Colégio Cardinalício e da Congregação Consistorial; pouco depois foi introduzido no Consistório pelos cardeais Vidoni e Rivarola e se aproximou do trono papal: aqui beijou primeiro o pé e depois a mão do pontífice, primeiro o abraçou e depois os outros cardeais, finalmente voltou ao trono onde o chapéu de cardeal. Ao final da cerimônia foi realizado o consistório secreto com o ritual de fechar a boca, que contou também com a presença dos novos cardeais Weld, Mazzio e De Simone, criados no consistório de 15 de março do mesmo ano; após a reabertura da boca, o pontífice conferiu primeiro os títulos e depois os anéis cardinais: atribuiu-lhe o título presbiteral de San Giovanni a Porta Latina, vago desde 2 de janeiro de 1818, dia da morte do cardeal Camillo de Simeoni, bispo de Nepi e Sutri. Pouco depois, fez um discurso de agradecimento ao papa e depois, junto com os outros cardeais, voltou à capela para assistir ao canto do Hino Ambrosiano e à oração do Super electum, ao final do qual um abraço com os irmãos cardeais seguido novamente. Por volta das 22h do mesmo dia, ele foi junto com os cardeais Pacca, Galleffi, Falzacappa e Pedicini à casa professa da Companhia de Jesus e depois à Basílica de São Pedro, no Vaticano. Além disso, naquela mesma noite recebeu novamente a visita de Monsenhor Giulio Della Porta, que lhe devolveu o chapéu de cardeal.
Na mesma ocasião, o Papa Pio VIII nomeou-o membro das Congregações dos Bispos e Regulares, da Imunidade Eclesiástica, do Índice dos Livros Proibidos e dos Ritos .
Na tarde de 14 de julho, tomou posse da igreja de San Giovanni em Porta Latina, seu título ., por procuração dada ao abade Bini, procurador geral da Congregação Cassinesa.

### Morte
Partiu novamente para Parma na manhã de 17 de julho, mas no terceiro dia de viagem, sentindo fortes e constantes dores no estômago devido a uma doença contraída no outono anterior, foi forçado a parar no hotel del Moro no Palazzo Scoppola Iacopini, aos pés da cidade de Montefiascone, a cem quilômetros de Roma. Aqui, assistido pelo idoso Cardeal Bonaventura Gazzola, O.F.M.Ref., Bispo de Montefiascone e Corneto, por seu médico e secretário Domenico Bolzoni, bem como por seu capelão Pietro Corradi, faleceu em 20 de julho de 1830 aos setenta e três anos .
Após sua morte, os precordi foram enviados a Roma e enterrados em sua igreja titular, enquanto o coração foi transportado para Parma, onde chegou em 4 de agosto, e enterrado em 9 de agosto na Capela de Sant'Agata na catedral de Parma com um cenotáfio, cuja inscrição foi da autoria do abade Ramiro Tonani. Inscriptiones et Carmina foram compostas para seu funeral e o padre Agostino Garbarini recitou a oração fúnebre em 22 de novembro do mesmo ano. O corpo, por outro lado, foi primeiro embalsamado e finalmente exposto e enterrado na Igreja de San Bartolomeo, perto do Seminário Barbarigo de Montefiascone. Aqui uma laje de mármore foi erguida em sua memória pelos irmãos Dionigi Pietro e Cesare, também com uma inscrição do abade Tonani, onde se lê :
"AQUI ESTÁ O CORPO
POR REMIGIO CRESCINI PARMENSE
DO NOBRE NATAL,
CARDEAIS SACERDOTES PRESULOS DE PARMA,
ANTES DA GRANDE ORDEM DE CONSTANTINOPLA,
BEM-VINDO AOS JOVENS DA COMUNIDADE [BENEDITINA] DE CASSINO,
EU AMO ISTO
COM DEDICAÇÃO EXCLUSIVA EXCLUSIVA
GERAL EM SEU FAVOR ATÉ BRILHAR PARA GRANDES HONRAS.
ELE ENSINOU AS MAIORES DISCIPLINAS EM SUA CIDADE E EM ROMA
NA ARCHIGINNASIO DE SUA CIDADE
E POR MUITO TEMPO E COM ALTOS ELOGIOS
FOI PROFESSOR DE DIREITO SAGRADO.
REFUGA NA ETERNA VONTADE DE JOGAR,
ELE FOI MODESTO E CONSTANTE ATENÇÃO.
NUNCA ESCAPOU PARA O DIFÍCIL. ELE PROMOVEU E GUARDOU A PAZ EM TODOS OS LUGARES.
ACABA DE RECEBER O CHAPÉU CARDEAL EM ROMA
ENQUANTO CAMINHAVA PARA SUA PÁTRIA COM FERVOR RENOVADO,
DESTRUÍDO POR UMA DOENÇA DO ESTÔMAGO ANTERIORMENTE CONTRATADA
AQUI ELE ENCONTROU AQUI UMA SANTA MORTE COM DOR DE ACERBO
DE TODAS AS PIEVES EM 21 DE JULHO DE 1830
AOS 73 ANOS, 2 MESES E 17 DIAS.
DIONÍSIO E CÉSAR INCONSOLÁVEIS
QUERIA DEDICAR A TÃO GRANDE IRMÃO."